# Telonychopus meyeri
Telonychopus meyeri är en mångfotingart som beskrevs av Karl Wilhelm Verhoeff 1951. Telonychopus meyeri ingår i släktet Telonychopus och familjen Chelodesmidae. Inga underarter finns listade i Catalogue of Life.